# Aaron (imię)
Aaron, Aron (hebr. Aharon אַהֲרֹן – możliwa etymologia oświecony, wywyższony, być może imię pochodzenia egipskiego) – biblijne imię męskie. Nosił je starszy brat i pomocnik Mojżesza i Miriam (zobacz Aaron (postać biblijna)). Wśród świętych – m.in. św. Aaron, męczennik (III wiek).
W innych językach:
- angielski – Aaron
- arabski – Aharon, Harun
- czeski – Aaron, Áron
- duński – Aaron
- fiński – Aaron
- francuski – Aaron
- hebrajski – אַהֲרֹן (Aharon)
- hiszpański – Aarón
- niemiecki – Aaron
- norweski – Aron
- portugalski – Aarão, Arão
- rosyjski – Аарон
- szwedzki – Aron
- ukraiński – Аарон
- węgierski – Áron
- włoski – Aronne.

Aaron imieniny obchodzi 2 kwietnia, 13 maja i 1 lipca.

## Osoby noszące imię Aaron
- Aron Pálmarsson – szczypiornista
- Aaron Carter  – piosenkarz
- Aaron Cel (ur. 1987) – koszykarz, reprezentant Polski
- Aaron Eckhart – aktor
- Aaron Johnson – aktor
- Aaron Lennon – piłkarz
- Aaron Mokoena (ur. 1980) – piłkarz z Republiki Południowej Afryki
- Aaron Neville – piosenkarz
- Aron Nimzowitsch – szachista
- Aaron Peirsol – sportowiec, pływak
- Aaron Ramsey – piłkarz
- Aaron Stainthorpe – muzyk
- Aron Ralston – sportowiec, wspinacz
- Aaron Paul – aktor
- Aaron Burr – polityk
- Aaron Gordon – koszykarz

## Postacie fikcyjne noszące to imię
- Aaron – postać w tragedii Tytus Andronikus Williama Szekspira
- Aaron – osoba w serialu TV The Walking Dead
- Aaron Corbett – główna postać serii książek pt. Upadli Thomasa Sniegoskiego
- Aaron Littleton – syn Claire Littleton
- Aaron Warner – jedna z głównych postaci trylogii Dotyk Julii Tahereh Mafi
- Aaron Stone – tytuł serialu telewizyjnego